# MÁVAG Héja II
Il MÁVAG Héja II era un caccia monomotore e monoplano ad ala bassa sviluppato dall'azienda aeronautica ungherese Magyar Állami Vagon és Gépgyár (MÁVAG) nei primi anni quaranta.
Sviluppo del pari ruolo italiano Reggiane Re.2000, del quale l'azienda ungherese aveva acquistato la licenza di produzione, venne utilizzato dalla Magyar Királyi Honvéd Légierő, l'allora designazione dell'aeronautica militare del Regno d'Ungheria, durante la seconda guerra mondiale.

## Storia del progetto
Nel dicembre 1939 il ministero della difesa ungherese siglò un contratto di acquisto del caccia di produzione italiana Reggiane Re.2000. L'accordo prevedeva anche la possibilità di costruire l'aereo in Ungheria dietro licenza, compito che venne assegnato alla fabbrica Magyar Állami Vagon és Gépgyár (MÁVAG), che decise di usare come propulsore un motore radiale raffreddato ad aria Weiss Manfréd WMK-14 da 950 hp (708 kW), versione prodotta su licenza del Gnome-Rhône 14K francese provvisto di quattordici cilindri. Il ministero della difesa autorizzò tuttavia il montaggio del più potente WMK-14B da 1085 hp (809 kW). Di conseguenza, la Weiss Manfréd pianificò la costruzione di 329 WMK-14B: 247 destinati agli aerei MÁVAG, e 82 usati come pezzi di ricambio. Il nuovo motore comportò delle modifiche alla parte anteriore della fusoliera, più lunga di 10 cm rispetto a quella dell'Re.2000 per mantenere stabile il centro di massa del velivolo. Altra differenza rispetto al caccia di derivazione italiano era lo spostamento della presa d'aria del carburatore, ora non più presente nella parte superiore della cappottatura motore, e lo spostamento del nuovo radiatore dell'olio, più pesante, verso poppa, più o meno con inizio all'altezza delle mitragliatrici.
Dopo alcune prove pratiche condotte con un Re.2000 importato dall'Italia ma motorizzato con il WMK-14B, il ministero della difesa ordinò alla MÁVAG cento Héja II (i Reggiane Re.2000 arrivati dall'Italia erano invece stati designati semplicemente Héja, "astore" in ungherese, designati dalle fonti anche Héja I) da consegnarsi in due lotti rispettivamente di 25 e 75 esemplari.
Nel giugno 1941 un accordo tra la Germania e l'Ungheria autorizzò quest'ultima a produrre alcuni aerei tedeschi su licenza, incluso il Messerschmitt Bf 109, ma il ministero della difesa ungherese previde di non poter disporre di un numero sufficiente di questi aerei prima del 1943, motivo per cui le attenzioni vennero concentrate sull'Héja II, visto come un caccia "temporaneo" da usarsi fino all'arrivo di nuovi aerei. Il progetto dell'Héja II intanto, dopo una visita in Italia effettuata da una piccola delegazione di tecnici agli inizi del 1940 e l'invio da parte della Reggiane dei dettagli di produzione l'11 ottobre dello stesso anno, continuò il suo sviluppo fino a quando, sempre nel giugno 1941, il primo Héja II decollò per un volo sperimentale ai comandi del pilota Tasziló Széchenyi. L'esperienza maturata dall'aeronautica militare ungherese al fronte orientale suggerì di introdurre nell'Héja II un'armatura posteriore a protezione del pilota spessa 8 mm, un serbatoio autosigillante supplementare per il carburante dalla capacità di 100 L e dei vetri per il tettuccio rinforzati, mentre la MÁVAG respinse la richiesta del ministero della difesa di predisporre l'aereo per il trasporto di una bomba da 250 o 500 kg perché ciò avrebbe comportato delle radicali modifiche alla struttura dell'aeroplano.
Nel novembre 1941 iniziò la produzione del primo lotto di venticinque Héja II. Al motore WMK-14B venne accoppiata un'elica tripala Weiss Manfréd a passo variabile dal diametro di 3,2 m, 10 cm in più rispetto alle eliche originali del Reggiane Re.2000. Così facendo la velocità dell'Héja II era superiore rispetto a quella del modello costruito in Italia. Al posto delle due mitragliatrici Breda-SAFAT calibro 12,7 mm installate nell'Héja, rivelatesi inaffidabili, nell'Héja II vennero montate due mitragliatrici  1940.M dello stesso calibro progettate dall'ungherese Ferenc Gebauer e costruite dalla Danuvia, posizionate in fusoliera davanti al parabrezza a formare due caratteristici rigonfiamenti. Il primo volo del velivolo così equipaggiato avvenne all'aeroporto di Budaörs il 20 aprile 1942, eseguito dall'ingegnere Tibor Takátsy, con ulteriori prove che continuarono all'istituto sperimentale dell'aeronautica di Csepel. Dopo migliorie al sistema di aspirazione dei motori, alla barra di comando e al carrello d'atterraggio, l'Héja II venne dichiarato pronto per il servizio attivo il 25 settembre 1942, dopo che agli inizi del luglio precedente era stato completato l'ultimo dei venticinque aerei del primo lotto di produzione. La cattiva qualità dei serbatoi autosigillanti, di fattura italiana, obbligò l'ingegner Takátsy a progettarne di nuovi, montati in tutti gli aerei del primo lotto per l'ottobre 1942.
Prima che venisse iniziata la produzione del secondo lotto di settantacinque Héja II, il ministero della difesa ne ordinò, il 29 settembre, un terzo lotto di cento aerei, la cui produzione iniziò nel settembre 1943, mentre il secondo lotto venne completato il 7 marzo 1944. Gli ultimi due aerei di questo lotto vennero modificati per il bombardamento in picchiata con l'aggiunta di aerofreni, apposito mirino e un pilone centrale per una bomba da 250 o 500 kg. Nonostante in seguito venne modificato in tal senso un altro Héja II, si crede che nessuno di questi tre aerei ebbe un impiego operativo.
La produzione del terzo lotto fu contraddistinta dalla difficoltà nel reperire materiali e strumentazioni dai fornitori esteri. Nella notte tra il 3 e il 4 aprile 1944 inoltre un raid della Royal Air Force britannica danneggiò seriamente le fabbriche Weiss Manfréd assieme al 95% delle parti di ricambio disponibili. Un altro bombardamento, verificatosi il 27 agosto seguente, distrusse completamente la fabbrica dei motori, il centro di montaggio e il magazzino, rendendo impossibile completare la costruzione degli ultimi 25/30 Héja II del terzo lotto. Per ovviare al problema si cercò, inutilmente, di riciclare parti di ricambio dagli Héja II danneggiati. Il numero totale degli Héja II costruiti dalla MÁVAG si fermò così a 192.

## Impiego operativo
L'aeronautica ungherese non inviò gli Héja II, a differenza degli Héja, al fronte orientale, relegandoli piuttosto al ruolo addestratori, sebbene un gran numero di questi aerei difendesse i cieli ungheresi dalle incursioni dei bombardieri Alleati.
Alla fine del 1942 venne previsto di dotare uno squadrone da caccia notturna con degli Héja II dotati di radio tedesca FuG 16, ma il progetto venne cancellato prima che i piloti potessero essere addestrati in tal senso.
Il 19 marzo 1944 la Germania invase l'Ungheria per prevenire un suo possibile abbandono dell'Asse. Le autorità tedesche proibirono alla MÁVAG di consegnare gli aerei alle unità sul campo e di fare voli di prova fino al 1º aprile successivo, dopo il quale ripresero i test dei velivoli completati, seppur pesantemente ostacolati dai bombardamenti Alleati che resero difficoltoso l'approvvigionamento di parti di ricambio. Il 13 aprile 1944 caccia statunitensi P-38 Lightning del 1st Fighter Group (1º gruppo caccia) in scorta a bombardieri della Fifteenth Air Force (15ª forza aerea) riportarono di aver ingaggiato ad ovest del lago Balaton dei Reggiane Re.2001, reclamando due vittorie. In realtà gli aerei erano Héja II e vi fu un solo aereo danneggiato. Successivamente otto Héja II del 2º squadrone del 1º stormo caccia decollarono per ingaggiare i bombardieri del 454th Bombardment Group statunitense sopra Csepel, ma quattro di essi dovettero desistere a causa del fuoco difensivo proveniente dagli aerei avversari che procurò danni a due velivoli, di cui uno costretto ad un atterraggio forzato; gli altri quattro aerei non riuscirono ad individuare la formazione statunitense, incontrando invece la scorta di P-47 Thunderbolt del 325th Fighter Group che rivendicò, in maniera veritiera, un aereo abbattuto più un altro danneggiato, scambiando di nuovo gli Héja II per dei Re.2001.
Negli ultimi mesi del 1944 il 6º squadrone di addestramento del 101º stormo caccia aveva in carico sei Héja II in grado di volare. Quattro o cinque Héja II risultavano sostare nel dicembre dello stesso anno all'aeroporto di Budaörs, distrutti poi dal personale di terra per impedirne la cattura da parte sovietica. L'ultima notizia nota riguardo ad un Héja II, coinvolto in un non meglio specificato incidente durante un volo d'addestramento, è datata 22 febbraio 1945.

## Utilizzatori
Ungheria
- Magyar Királyi Honvéd Légierő